# プリンセス・ダイアリー
『プリンセス・ダイアリー』（The Princess Diaries）は、アメリカ合衆国の児童文学作家メグ・キャボットによる一連の小説シリーズ。2000年に刊行された『プリンセス・ダイアリー』（The Princess Diaries）が好評だったため、シリーズ化され、全10巻をもって完結。3巻の番外編が存在する。
ディズニーによって、2001年に『プリティ・プリンセス』、2004年に『プリティ・プリンセス2』としてそれぞれ映画化されたほか、本国アメリカでは、さまざまな関連キャラクターグッズが販売されるほどの人気ぶりである。

## 概要
物語は普通の高校生ミア・サモポリスがジェノヴィア（架空の国）の王女だったと明かされるところから始まる（モデルとなった国が存在する）。
小説も映画もティーンエイジのミア・サモポリスについての物語であるが、大きく異なる点がいくつかある。主な相違点の一つは小説ではニューヨークが舞台であり、映画はサンフランシスコが舞台となっている点である。
プリンセス・ダイアリーシリーズの原作は、映画のような単純なシンデレラストーリーではなく、ミア自身がとても内気で幼い少女として描かれており、これはプリンセスとしてイメージチェンジを図った後でもそうである点に違いがある。主人公の祖母もジェノビア女王ではなく、単なる王子の未亡人である。ミアの父フィリップ・レナルドも亡くなっておらず、ただ、睾丸癌によって子を為すことができなくたったためミアにジェノビアの王位を継ぐよう強いるのである。
ミアの祖母クラリッセ・レナルドは、映画で描かれたような優しく慈愛に満ちた感じではなく、ミアに対してほぼ常に厳格な姿勢で、よく煙草を吸い、王家の者以外の生活に対しては冷徹な考えを持っている。しかし、折りにふれ、ミアの援助としてヨハンナという孤児を引き取るような温かな場面もある。
小説では多くのポップカルチャーを引用しており、歌手、映画、ファッションなどがある。このような物語の進め方に対して多くの厳しい批評がなされている。それに対する一種の返答として、キャボットは Princess In Training で、ミアのエッセイを批判する英語教師を登場させ、その教師の口を借りて、そのエッセイが「薄っぺらなポップカルチャーの引用」に満ちていると言わせている（例：エッセイに書く内容として、ブリトニー・スピアーズよりもっと大切なことがあると思うの）。

## シリーズタイトルの比較
|    | アメリカ                            | イギリス             | 日本                             | 日本語版書誌情報                       |
| -- | ----------------------------------- | -------------------- | -------------------------------- | -------------------------------------- |
| 1  | The Princess Diaries                | The Princess Diaries | 『プリンセス・ダイアリー』       | （単行本 2002年2月、文庫本 2006年6月） |
| 2  | Princess in the Spotlight (Vol. II) | Take Two             | 『ラブレター騒動篇』             | （単行本 2002年7月、文庫本 2006年7月） |
| 3  | Princess in Love (Vol. III)         | Third Time Lucky     | 『恋するプリンセス篇』           | （単行本 2003年1月、文庫本 2006年8月） |
| 4  | Project Princess (Vol. IV)          | Mia Goes Fourth      | 『ときめき初デート篇』           | （2004年10月）                         |
|    | Princess in Waiting (Vol. 4 1/2)    | Project Princess     | 『どきどきキャンプ篇』           | （2004年12月）                         |
| 5  | Princess in Pink (Vol. V)           | Give Me Five         | 『ピンクのドレス篇』             | （2005年6月）                          |
| 6  | Princess in Training (Vol. VI)      | Sixsational          | 『悩める見習いプリンセス篇』     | （2006年5月）                          |
|    | The Princess Present (Vol. 6 1/2)   | Project Princess     | 『クリスマスプレゼント篇』       | （2004年12月）                         |
| 7  | Party Princess (Vol. VII)           | Seventh Heaven       | 『パーティ・プリンセス篇』       | （2008年3月）                          |
|    | Sweet Sixteen Princess (Vol. 7 1/2) | ??                   | 『スイート・シックスティーン篇』 | （2008年8月）                          |
| 8  | Princess on the Brink (Vol. VIII)   | After Eight          | 『がけっぷちのプリンセス篇』     | （2009年5月）                          |
| 9  | Princess Mia (Vol. IX)              | To the Nines         | 『崖の下のプリンセス篇』         | （2010年1月）                          |
| 10 | Forever Princess (Vol. X)           | Ten Out of Ten       | 『永遠のプリンセス篇』           | （2010年7月                            |

邦訳者は代田亜香子（1～3 巻のみ金原瑞人と共訳）、出版社は河出書房新社。

## 同時期に継続中の代表的な海外児童文学
- ハリー・ポッター
- 世にも不幸なできごと
- メディエータ